# بنگت پلمکویست
بنگت پلمکویست (انگلیسی: Bengt Palmquist؛ ۴ آوریل ۱۹۲۳ – ۲۶ نوامبر ۱۹۹۵) قایقران قایق بادبانی اهل سوئد بود.